# Puntius tras
Puntius tras е вид лъчеперка от семейство Шаранови (Cyprinidae). Видът е критично застрашен от изчезване.